# 馬爾卡科查湖
11°22′15″S 76°20′42″W / 11.37083°S 76.34500°W
馬爾卡科查湖（Lake Marcacocha），是秘魯的湖泊，位於該國中部胡寧大區，由堯利省的馬爾卡波馬科查區負責管轄，處於馬爾卡波馬科查湖以北，長2.79公里、寬1.28公里，海拔高度4,544米。